# Svéd jégkorongbajnokság
A Svenska hockeyligan (1975–2013: Elitserien) a svéd jégkorong legmagasabb osztálya. A 2023-24-es szezonban a bajnokságot 14 csapat alkotja. A bajnokság alapszakaszának első három helyezettje szerepel a következő Champions Hockey League szezon kiírásában.

## Lebonyolítás

### Alapszakasz
Az alapszakaszban 14 csapat vesz részt. Egy csapat 52 mérkőzést játszik, mindegyik csapattal 4-et, 2-2 meccset otthon és idegenben.

### Osztályozó
Az alapszakasz során a két legkevesebb pontot szerző csapat osztályozó mérkőzéseket játszanak. A sorozat 4 nyert meccsig tart, az osztályozó győztese maradhat a következő szezonban a bajnokságban, a vesztes kiesik a másodosztályba.

### Rájátszás
A rájátszás negyeddöntőjébe a 6 legtöbb pontot szerző csapat kerül be. A 7-10. helyezett csapat a nyolcaddöntőben két nyertes meccsig tartó sorozatokban mérkőznek a negyeddöntőbe jutásért. A negyeddöntőtől kezdve 4 nyertes meccsig tartó sorozatokat játszanak a csapatok.

## Résztvevők

### Jelenlegi csapatok
| Csapatok       | Város        | Jégcsarnok             | Férőhely |
| -------------- | ------------ | ---------------------- | -------- |
| Modo Hockey    | Örnsköldsvik | Hägglunds Arena        | 7 265    |
| Frölunda HC    | Göteborg     | Scandinavium           | 12 044   |
| Färjestad BK   | Karlstad     | Löfbergs Arena         | 8 647    |
| HV71           | Jönköping    | Husqvarna Garden       | 7 000    |
| Leksands IF    | Leksand      | Tegera Arena           | 7 650    |
| Linköping HC   | Linköping    | Saab Arena             | 8 500    |
| Luleå HF       | Luleå        | Coop Norrbotten Arena  | 6 150    |
| Malmö Redhawks | Malmö        | Malmö Aréna            | 12 600   |
| IK Oskarshamn  | Oskarshamn   | Be-Ge Hockey Center    | 3 275    |
| Rögle BK       | Ängelholm    | Catena Arena           | 6 550    |
| Skellefteå AIK | Skellefteå   | Skellefteå Kraft Arena | 5 801    |
| Timrå IK       | Timrå        | NHC Arena              | 6 000    |
| Växjö Lakers   | Växjö        | Vida Arena             | 5 750    |
| Örebro HK      | Örebro       | Behrn Arena            | 5 100    |

## Korábbi bajnokcsapatok
- 1976 - Brynäs IF
- 1977 - Brynäs IF
- 1978 - Skellefteå AIK
- 1979 - Modo AIK
- 1980 - Brynäs IF
- 1981 - Färjestads BK
- 1982 - AIK
- 1983 - Djurgårdens IF
- 1984 - AIK
- 1985 - Södertälje SK
- 1986 - Färjestads BK
- 1987 - IF Björklöven
- 1988 - Färjestads BK
- 1989 - Djurgårdens IF
- 1990 - Djurgårdens IF
- 1991 - Djurgårdens IF
- 1992 - Malmö IF
- 1993 - Brynäs IF
- 1994 - Malmö IF
- 1995 - HV71
- 1996 - Luleå HF
- 1997 - Färjestads BK
- 1998 - Färjestads BK
- 1999 - Brynäs IF
- 2000 - Djurgårdens IF
- 2001 - Djurgårdens IF
- 2002 - Färjestads BK
- 2003 - Västra Frölunda HC
- 2004 - HV71
- 2005 - Frölunda HC
- 2006 - Färjestads BK
- 2007 - Modo Hockey
- 2008 - HV71
- 2009 - Färjestads BK
- 2010 - HV71
- 2011 - Färjestads BK
- 2012 - Brynäs IF
- 2013 - Skellefteå AIK
- 2014 - Skellefteå AIK
- 2015 - Växjö Lakers[1]
- 2016 - Frölunda HC[2]
- 2017 - HV71[3]
- 2018 - Växjö Lakers[4]
- 2019 - Frölunda HC[5]
- 2020 - A COVID-19 miatt félbeszakadt[6]
- 2021 - Växjö Lakers[7]
- 2022 - Färjestad BK
- 2023 - Växjö Lakers[8]
- 2024 - Skellefteå AIK
- 2025 - Luleå HF

## Nézettség
| Szezon  | Átlagos nézőszám | Helyezés | Legnézettebb csapat  |
| ------- | ---------------- | -------- | -------------------- |
| 2021–22 | 4 738            | 2.       | Frölunda HC (8 531)  |
| 2022–23 | 5 964            | 2.       | Frölunda HC (9 908)  |
| 2023–24 | 6 136            | 4.       | Frölunda HC (10 563) |
| 2024–25 | 6 643            | 4.       | Frölunda HC (11 359) |

## Magyar játékosok a bajnokságban
- Vas János: Malmö Redhawks (2002–2004);[13] Brynäs IF (2008–2009)[14]
- Szuper Levente: Malmö Redhawks (2007)[15]
- Galló Vilmos: Linköping HC (2015–2017); Timrå (2018–2019);[16] Lullea (2021);[17] Linköping HC (2021–2024)[18]
- Hári János: MODO (2014–2015);[19] Leksands (2016–2017)